# Bulbostylis bodardii
Bulbostylis bodardii är en halvgräsart som beskrevs av Sheila Spenser Hooper. Bulbostylis bodardii ingår i släktet Bulbostylis och familjen halvgräs. Inga underarter finns listade i Catalogue of Life.